# Empar Navarro i Giner
Empar Navarro i Giner (València, 27 de novembre de 1900 - 24 de desembre de 1986) fou una mestra i política valenciana, renovadora pedagògica i impulsora d'una educació pública, laica i en català al País Valencià durant la Segona República.
Va estudiar Magisteri a l'Escola Normal de València, essent deixebla de María Carbonell i Angelina Carnicer, que la posaren en contacte amb l'ideari de la Institución Libre de Enseñanza. El 1922 va intervenir amb una ponència en l'Assemblea de la Nostra Parla reivindicant el valencià a l'escola i plantejant la inevitable formació de tot el Magisteri en valencià. Al llarg de la vida exercí com a mestra a les escoles de Salines, Parcent, Alfafar i a l'Escola Cossío de València. En totes elles va ser una mestra renovadora, partidària d'una metodologia activa, realitzant passejades, excursions...
Durant la Segona República Espanyola fou presidenta de l'Associació de Mestres Valencians, constituïda el 1933, va formar part de l'Associació Protectora de l'Ensenyança Valenciana, creada per Carles Salvador un any després i que organitzà la primera Escola en Llengua Valenciana al País Valencià, i també fou militant del Partit Valencianista d'Esquerra. Forma part de la Unión de Escritores y Artistas Proletarios, precursora de la Secció de Pedagogia de l'Aliança d’Intel·lectuals per la defensa de la Cultura (1935), que defenen una pedagogia popular. Durant la guerra civil espanyola fou mestra a l'Institut d'Assistència Social "Maestro Ripoll" (antiga Beneficència) quan la Diputació va substituir per mestres el personal membre d'ordes religiosos. Es va afiliar al Partit Comunista durant la guerra i va participar com oradora en nombrosos mitings i manifestacions. Acompanyà Josep Renau dos cops a París per tal de participar al Congrés Internacional de Dones contra la guerra i el feixisme i recaptar diners per a la causa republicana (1937). Redactora de la revista Pasionaria, òrgan del Comité provincial de Dones Antifeixistes de València, de la qual era directora Manolita Ballester. També va col·laborar en la premsa Ayuda i Verdad. En acabar el conflicte fou depurada com a mestra i el juliol de 1939 detinguda i condemnada a mort, encara que la pena li va ser commutada. Va estra 33 mesos empresonada a les presons Provincial i Santa Clara, de València, acusada d' haver pertangut a un servei d'informació antifeixista. Un cop alliberada, va actuar d'enllaç del Socors Roig i va treballar com a administrativa en el Servei d'Empadronament de l'Ajuntament de València però va ser despatxada a conseqüència de la protesta que va realitzar per les manipulacions en els resultats del referèndum franquista de 1947. Va ser multada amb 1000 pts pel governador civil i empresonada. A l'eixir de la presó va treballar com administrativa a Noel, fins que fou readmesa com a mestra el 1962, exercint a Albalat dels Sorells d'on es traslladaria a Murla. Allí es jubilarà el 1970. El 1981 va fer una intervenció, en una mesa rodona que commemorava el 50 aniversari del vot de les dones a l'estat espanyol, una reivindicació que havia compartit aleshores.
El 1928 es casà amb Maximilià Thous i Llorens, de qui es divorciaria deu anys després. Va ser mare d'Albert Thous Navarro, un dels fundadors d'Esquerra Unida del País Valencià.

## Memòria
Una escola pública municipal de la ciutat de València porta el seu nom: Escola Infantil Municipal Mestra Empar Navarro Giner. I també un carrer de la ciutat.